# José Enrique Fernández de Moya
José Enrique Fernández de Moya Romero, né le 17 avril 1969, est un homme politique espagnol membre du Parti populaire (PP).
Il est maire de Jaén de 2011 à 2015.

## Biographie

### Vie privée
Il est marié et père d'un fils.

### Profession
Il est docteur en droit et professeur titulaire d'université dans le domaine du droit financier et tributaire.

### Activités politiques
Il est maire de Jaén de 2011 à 2015 et président provincial du parti populaire de Jaén. Il a été député autonomique au Parlement d'Andalousie de 2004 à 2011 et sénateur de 2011 à 2015.
Le 20 décembre 2015, il est élu député pour Jaén au Congrès des députés et réélu en 2016.
Le 11 novembre 2016, il est nommé secrétaire d'État aux Finances ; en conséquence, il quitte son mandat de député.
En mai 2018, il fut appelé à témoigner le 5 juin 2018 pour crimes présumés de prévarication administrative, falsification dans un document mercantile, détournement continu de fonds publics, soudoyer et trafic d'influence.